# Geolycosa minor
Geolycosa minor är en spindelart som först beskrevs av Simon 1910.  Geolycosa minor ingår i släktet Geolycosa och familjen vargspindlar.
Artens utbredningsområde är Bioko. Inga underarter finns listade i Catalogue of Life.